# عازر أرمانيوس
عازَر أرْمانْيُوس (1290-1359 هجريًا/1873-1941 ميلاديًا) هو عالم بالصيدلة، مصري. تعلّم في مدارس الفرير وقصر العيني بالقاهرة. خدم بالجيش، وتولى صيدلية قصر العيني، ثم فتح صيدليةً خاصةً به، استقل بها. تُشير المصادر أنه كانت قد حلت عليه كارثةٌ عائلية، فهجر العمل ورحل إلى دير الأنبا بولا مترهبًا فيه حتى وفاته عام 1941 ميلاديًا.
من مؤلفاته: «مذكرة الأطباء والصيدليين» و«المذكرة اللغوية» و«التذكرة» و«قاموس النبات الطبي» و«المجموعة النباتية الطبية الصغرى» و«قاموس الجيب الطبي».